# 麥卡托望遠鏡
麥卡托望遠鏡（Mercator Telescope）是一架位於西班牙加那利群島拉帕爾馬島穆查丘斯羅克天文台的1.2公尺望遠鏡。
麥卡托望遠鏡由比利時魯汶天主教大學與日內瓦大學天文台合作運營，由著名製圖師格拉杜斯·墨卡托的名字命名。
麥卡托望遠鏡於2000年建成，用於系外行星研究。

## 外部連結
- Mercator Telescope homepage
- The HERMES project page
- . Deep Sky Videos. Brady Haran.